# Thamnobryum fasciculatum
Thamnobryum fasciculatum är en bladmossart som beskrevs av Sastre-de Jesús in Sastre-de Jesús och William Russell Buck 1993. Thamnobryum fasciculatum ingår i släktet rävsvansmossor, och familjen Neckeraceae. Inga underarter finns listade i Catalogue of Life.